# Dramma nelle catacombe
Dramma nelle catacombe (Das Geheimnis des Amerika-Docks) è un film del 1919, diretto da Ewald André Dupont. 

## Trama
James Mistoll, co-titolare, con Robert Hatt, di una industria chimica, muore a seguito di una caduta dal piano superiore dei magazzini dell’azienda. Mistoll porta con sé nella tomba un importante segreto industriale capace di fornire grossi introiti: la possibilità di ricavare il prezioso radio da del minerale solitamente usato per l’estrazione del più comune rame.
Una lettera anonima avverte Hatt che probabilmente la morte del socio non è stata un incidente, come inizialmente si pensava, per cui viene chiamato il detective Max a fare luce sulla situazione. Max inizia col piazzare il proprio aiutante Barnes, in incognito, presso la ditta, in qualità di nuovo dipendente: qui Barnes fa la conoscenza di Williams, consulente finanziario dell’azienda, di Corbett, informatore scientifico, e di Sparkes, contabile. Ognuno di essi ha qualche motivo per aver voluto eliminare Mistoll, e la situazione si complica quando Hatt stringe società con il nipote del defunto, Clarence, che ha una relazione con Dale, figlia del dottor Vaneel. Interrogando quest’ultimo, Max viene a sapere che fra il dottore e Mistoll c’era della ruggine vecchia di anni: i due erano stati infatti rivali in amore, e Vaneel aveva avuto la meglio sposando la ragazza, ora defunta, a cui entrambi ambivano, lasciando Mistoll a concludere un matrimonio mal assortito. La vedova di Mistoll era ora rinchiusa in un ospedale psichiatrico, con tendenze violente e visionarie, e risulta che fosse scappata proprio per quelle poche ore del giorno della morte del marito.
Anche il suocero di Mistoll, padre dell’insana di mente, risulta in qualche modo implicato, al punto che l’intervento di un investigatore privato contribuisce a farlo momentaneamente arrestare. Ma grazie all’apporto di alcuni documenti che giungono a Max, il detective riuscirà a dirimere la situazione individuando il colpevole.